# منبع مبتنی بر اینورتر
منبع مبتنی بر اینورتر (انگلیسی: Inverter-based resource) یا منبع مبتنی بر اینورتر منبعی از شبکه برق است که به‌طور ناهم‌زمان از طریق یک مبدل قدرت الکترونیکی (اینورتر) به شبکه برق متصل می‌شود. دستگاه‌های این دسته، که به عنوان تولید واسط مبدل (CIG) و منبع واسط الکترونیک قدرت نیز شناخته می‌شوند، شامل انرژی تجدیدپذیر متغیر (بادی، خورشیدی) و ایستگاه‌های برق ذخیره‌سازی باتری هستند. این دستگاه‌ها فاقد رفتارهای ذاتی (مانند پاسخ اینرسی یک ژنراتور سنکرون) هستند و ویژگی‌های آن‌ها تقریباً به‌طور کامل توسط الگوریتم‌های کنترلی تعریف می‌شود، که با افزایش نفوذ آن‌ها چالش‌های خاصی را برای پایداری سیستم ایجاد می‌کند. به عنوان مثال، یک خطای نرم‌افزاری منفرد می‌تواند همه دستگاه‌های یک نوع خاص را در یک رویداد پیش‌بینی‌نشده تحت تأثیر قرار دهد. منبع مبتنی بر اینورترها گاهی اوقات ژنراتورهای آسنکرون نامیده می‌شوند. طراحی اینورترها برای منبع مبتنی بر اینورترها عموماً از استانداردهای IEEE 1547 و NERC PRC-024-2 PRC-024-2 پیروی می‌کند.

## اینورتر پیرو شبکه
یک اینورتر پیرو شبکه (Grid-following) با ولتاژ شبکه محلی هم‌زمان می‌شود و یک بردار جریان الکتریکی هم‌تراز با ولتاژ تزریق می‌کند (به عبارت دیگر، مانند یک منبع جریان عمل می‌کند). اینورترهای پیرو شبکه در اکثریت قریب به اتفاق دستگاه‌های مبتنی بر اینورتر نصب‌شده تعبیه شده‌اند. به دلیل ماهیت پیرو بودنشان، دستگاه پیرو شبکه در صورت مشاهده یک اختلال بزرگ ولتاژ/فرکانس خاموش می‌شود. دستگاه‌های پیرو شبکه نمی‌توانند به قدرت شبکه، تضعیف نوسانات توان اکتیو یا تأمین اینرسی کمک کنند.

## شکل‌دهنده شبکه
یک اینورتر شکل‌دهنده شبکه (Grid-forming) تا حدی رفتار یک ژنراتور سنکرون را تقلید می‌کند: ولتاژ آن توسط یک نوسان‌ساز آزاد کنترل می‌شود که با خروج انرژی بیشتر از دستگاه، کند می‌شود. برخلاف یک ژنراتور معمولی، دستگاه شکل‌دهنده شبکه ظرفیت اضافه جریان ندارد و بنابراین در وضعیت اتصال کوتاه واکنش بسیار متفاوتی نشان خواهد داد. افزودن قابلیت شکل‌دهنده شبکه به یک دستگاه پیرو شبکه از نظر قطعات گران نیست، اما بر درآمد تأثیر می‌گذارد: برای پشتیبانی از پایداری شبکه با ارائه توان اضافی در صورت نیاز، نیمه‌رساناهای قدرت باید بیش از حد بزرگ انتخاب شده و ذخیره‌ساز انرژی اضافه شود. با این حال، مدل‌سازی نشان می‌دهد که امکان اجرای یک سیستم قدرت وجود دارد که تقریباً به‌طور کامل بر اساس دستگاه‌های پیرو شبکه است. ترکیبی از ایستگاه برق ذخیره‌سازی باتری شکل‌دهنده شبکه و کندانسور سنکرون (SuperFACTS) در حال تحقیق است.
شبکه اپراتورهای سیستم انتقال برق اروپا (ENTSO-E) دستگاه‌های شکل‌دهنده شبکه را به سه کلاس از ۱ تا ۳ گروه‌بندی می‌کند، که کلاس ۱ در پایین‌ترین سطح کمک به پایداری شبکه قرار دارد (طبقه‌بندی اصلی اعداد را برعکس داشت، به طوری که کلاس ۱ بالاترین بود). کلاس ۲ بیشتر به ۲A, 2B و ۲C تقسیم می‌شود، که ۲A اساسی‌ترین از این سه است:
- دستگاه‌های کلاس ۱ عمدتاً با بقای خود (محدوده‌های عملیاتی فرکانس و ولتاژ کامل) سروکار دارند و حداقل مشارکت را در شبکه دارند، از جمله مدیریت توان راکتیو اساسی برای حفظ ضریب توان واحد و حالت حساس به فرکانس محدود (LFSM-O).
- دستگاه‌های کلاس ۲ قابلیت‌های اضافی را فراهم می‌کنند:
  - ۲A از گذر از خطا و کنترل ولتاژ برای حالت پایدار پشتیبانی می‌کند.
  - ۲B کنترل ولتاژ دینامیکی، حالت حساس به فرکانس (FSM) و همچنین LFSM-U را اضافه می‌کند.
  - ۲C همچنین کنترل ولتاژ در توان اکتیو صفر، تضعیف نوسانات و تزریق جریان خطای سریع (FFCI) را برای دوره‌های B و C (دوره‌های AC بلافاصله پس از دوره "A" با خطا) فراهم می‌کند.
- کلاس ۳ قادر به عملکرد کاملاً خودمختار بدون پشتیبانی از شبکه است. این کلاس ولتاژ سیستم را ایجاد می‌کند، قادر به مدیریت سطح خطا در دوره A است، به اینرسی کل سیستم (TSI) شبکه کمک می‌کند، می‌تواند قطع بار فرکانس پایین (LFDD) را مدیریت کند، یک مصرف‌کننده برای هارمونیک‌ها و اینترهارمونیک‌های ولتاژ سیستم و یک مصرف‌کننده برای عدم تعادل ولتاژ فراهم می‌کند.

## ویژگی‌ها
انطباق با استاندارد IEEE ۱۵۴۷ باعث می‌شود که منبع مبتنی بر اینورتر از ویژگی‌های ایمنی پشتیبانی کند:
- اگر ولتاژ خط اندازه‌گیری شده به‌طور قابل توجهی از ولتاژ نامی منحرف شود (معمولاً خارج از محدوده ۰٫۹ تا ۱٫۱ پریونیت)، منبع مبتنی بر اینورتر باید پس از تأخیر (که «زمان گذر» نامیده می‌شود) از شبکه قطع شود؛ این تأخیر در صورت بزرگتر بودن انحراف ولتاژ کوتاه‌تر است. پس از خاموش شدن اینورتر، برای مدت زمان قابل توجهی (چند دقیقه) قطع باقی می‌ماند.
- اگر مقدار ولتاژ غیرمنتظره باشد، اینورتر باید وارد حالت توقف لحظه‌ای شود: در حالی که هنوز متصل است، هیچ توانی به شبکه تزریق نمی‌کند. این حالت مدت زمان کوتاهی (کمتر از یک ثانیه) دارد.

هنگامی که یک منبع مبتنی بر اینورتر از ارائه برق بازمی‌ایستد، می‌تواند تنها به تدریج بازگردد و خروجی خود را از صفر تا توان کامل افزایش دهد.
ماهیت الکترونیکی منبع مبتنی بر اینورترها قابلیت اضافه بار آن‌ها را محدود می‌کند: تنش حرارتی باعث می‌شود که اجزای آن‌ها حتی به‌طور موقت نتوانند بیش از ۱–۲ برابر ظرفیت نامی کار کنند، در حالی که ماشین‌های سنکرون می‌توانند به‌طور مختصر اضافه باری تا ۵–۶ برابر توان نامی خود را تحمل کنند.
یک خرابی معمولی ژنراتور سنکرون (مانند از دست دادن موتور محرک) کند است (چند ثانیه طول می‌کشد)، در حالی که منبع مبتنی بر اینورتر به دلیل حاشیه کم برای اضافه بار باید به سرعت قطع شود.
شرکت قابلیت اطمینان برق آمریکای شمالی (NERC) اشاره می‌کند که منبع مبتنی بر اینورتر، مانند ژنراتورهای معمولی، می‌تواند خدمات ضروری قابلیت اطمینان را ارائه دهد.

## عملکردهای حفاظتی
دستگاه‌های منبع مبتنی بر اینورتر دارای عملکردهای حفاظتی بسیاری هستند که در اینورترها تعبیه شده‌اند. تجربه اواخر دهه ۲۰۱۰ و اوایل دهه ۲۰۲۰ نشان داده است که برخی از این حفاظت‌ها غیرضروری هستند، زیرا با انتظار یک شبکه قوی با نفوذ کم منبع مبتنی بر اینورتر طراحی شده بودند. دستورالعمل‌های NERC در سال ۲۰۱۸ حذف برخی از این بررسی‌ها را برای جلوگیری از قطع‌های غیرضروری (تریپ‌ها) منبع مبتنی بر اینورترها پیشنهاد کرد و دستگاه‌های جدیدتر ممکن است آن‌ها را نداشته باشند. بررسی‌های باقی‌مانده برای خودحفاظتی اینورترها ضروری هستند، زیرا در مقایسه با یک ژنراتور سنکرون، تحمل نسبتاً کمی در برابر اضافه ولتاژ و اضافه جریان دارند. حفاظت‌های معمول شامل موارد زیر است:
- اضافه ولتاژ AC لحظه‌ای: یک افزایش ولتاژ با دامنه بالا می‌تواند به الکترونیک حساس اینورتر آسیب برساند. حسگر ولتاژ شکل موج را با فیلتر کم اندازه‌گیری می‌کند. در برخی موارد، خاموش کردن اینورتر در طول یک اختلال می‌تواند مشکل ولتاژ را تشدید کند (رجوع کنید به اضافه ولتاژ زیرچرخه‌ای).
- اضافه جریان AC لحظه‌ای: از تغذیه جریان به خطا توسط اینورتر، که تحمل کمی در برابر اضافه بار دارد، جلوگیری می‌کند. پاسخ سریع نیز ضروری است، بنابراین فیلتر بسیار کمی روی داده‌های حسگر جریان اعمال می‌شود.
- اضافه ولتاژ DC: نشان‌دهنده مشکلی در باس DC اینورتر (و یک خطای داخلی در الکترونیک اینورتر) است.
- عدم تعادل DC: برای طراحی‌های اینورتر چند سطحی (مانند یک اینورتر سه سطحی با نقطه خنثی مهار شده، NPC) دارای باس‌های DC متعددی هستند. عدم تعادل ولتاژ بین این باس‌ها، که می‌تواند به دلیل اعوجاج شکل موج ناشی از یک خطای گذرا خارجی رخ دهد، نیاز به قطع شدن برای رفع مشکل دارد.
- گذر از ولتاژ و فرکانس: اینورتر را در صورت بروز اعوجاج شدید شکل موج قطع می‌کند. پس از حادثه آتش‌سوزی بلوب کات، دستورالعمل‌های NERC نیازمند فیلتر کردن گسترده داده‌ها برای جلوگیری از قطع دستگاه در طول یک خطای خارجی کوتاه‌مدت است.
- حفاظت پرش فاز: تغییر در اختلاف فاز بین شکل موج‌های ولتاژ و جریان را تشخیص می‌دهد که ممکن است نشان‌دهنده کارکرد جزیره‌ای تصادفی باشد.
- از دست دادن هم‌زمانی: اگر "زاویه PLL" (معادل منبع مبتنی بر اینورتر برای زاویه روتور) به سرعت تغییر کند، ممکن است نشان‌دهنده نقص در عملکرد دستگاه باشد و برای جلوگیری از آسیب‌های آینده نیاز به قطع شدن دارد. با این حال، با شبکه‌های ضعیف‌تر و نفوذ بالای منبع مبتنی بر اینورترها، یک هشدار کاذب ممکن است.

هنگامی که منبع مبتنی بر اینورترها قطع می‌شوند، بر اساس یک تایمر یا از طریق مداخله دستی مجدداً راه‌اندازی می‌شوند. تنظیم معمول تایمر در محدوده ثانیه تا دقیقه است (پیش‌فرض IEEE-۱۵۴۷، ۳۰۰ ثانیه است).

## آسیب‌پذیری‌ها
چالش‌های جدیدی برای پایداری سیستم با افزایش نفوذ منبع مبتنی بر اینورترها به وجود آمد. مواردی از قطع اتصال در طول رویدادهای پیش‌بینی‌نشده که انتظار عبور از ولتاژ پایین وجود داشت، و تضعیف ضعیف نوسانات زیرسنکرون در شبکه‌های ضعیف گزارش شد.
یکی از عمده‌ترین رویدادهای پیش‌بینی‌نشده در سیستم قدرت که شامل منبع مبتنی بر اینورترها می‌شد و بیشترین مطالعه روی آن انجام شده است، آتش‌سوزی بلوب کات در سال ۲۰۱۶ در کالیفرنیای جنوبی بود، که منجر به از دست دادن موقت بیش از یک گیگاوات توان فتوولتائیک در مدت زمان بسیار کوتاهی شد.

### آتش‌سوزی بلوب کات
آتش‌سوزی بلوب کات در گذرگاه کاجون در ۱۶ اوت ۲۰۱۶، چندین خط انتقال برق ولتاژ بالا (۵۰۰ کیلوولت و ۲۸۷ کیلوولت) را که از میان دره عبور می‌کردند، تحت تأثیر قرار داد. در طول روز، سیزده خطا در خطوط انتقال ۵۰۰ کیلوولت و دو خطای ۲۸۷ کیلوولت ثبت شد. خود خطاها گذرا بودند و در مدت زمان کوتاهی (۲–۳٫۵ چرخه، کمتر از ۶۰ میلی‌ثانیه) خودبه‌خود برطرف شدند، اما ویژگی‌های غیرمنتظره الگوریتم‌های موجود در نرم‌افزار اینورترهای فتوولتائیک، منجر به از دست دادن‌های گسترده و متعدد برق شد، که بزرگ‌ترین آن تقریباً ۱٬۲۰۰ مگاوات در ساعت ۱۱:۴۵:۱۶ صبح بود و برای چندین دقیقه ادامه داشت.
تحلیل انجام شده توسط شرکت قابلیت اطمینان الکتریکی آمریکای شمالی نشان داد که:
- ۷۰۰ مگاوات از تلفات ناشی از الگوریتم تخمین فرکانس با طراحی ضعیف بود. خطاهای خط، شکل موج AC را مخدوش کرده بودند و نرم‌افزار را فریب داده بودند تا تخمین اشتباهی از افت فرکانس شبکه به زیر ۵۷ هرتز را ارائه دهد، که آستانه‌ای است که باید قطع اضطراری آغاز شود. با این حال، فرکانس واقعی در طول این رویداد هرگز به زیر ۵۹٫۸۶۷ هرتز نرسیده بود، که به مراتب بالاتر از حد پایین محدوده فرکانس عادی (۵۹٫۵ هرتز برای اینترکانکشن غربی) است.
- ۴۵۰ مگاوات اضافی زمانی از دست رفت که ولتاژ پایین خط باعث شد اینورترها فوراً تزریق جریان را متوقف کنند و به تدریج در عرض ۲ دقیقه به حالت عملیاتی بازگردند. حداقل یک سازنده اشاره کرده بود که تزریق جریان زمانی که سطح ولتاژ زیر ۰٫۹ واحد پر یونیت باشد، مستلزم بازطراحی عمده‌ای است.

در نتیجه این حادثه، شرکت قابلیت اطمینان الکتریکی آمریکای شمالی چندین توصیه شامل تغییرات در طراحی اینورتر و اصلاح استانداردها را صادر کرد.